# Opechinus
Opechinus is een geslacht van zee-egels uit de familie Temnopleuridae.

## Soorten
- Opechinus albus Mortensen, 1942
- Opechinus cheribonensis Jeannet, 1935 †
- Opechinus collignoni Jeannet, 1935 †
- Opechinus madurae Jeannet, 1937 †
- Opechinus variabilis (Döderlein, 1885)